# Hartmut Geerken
Hartmut Geerken (* 15. Januar 1939 in Stuttgart; † 21. Oktober 2021 in Wartaweil) war ein deutscher Musiker, Komponist, Schriftsteller, Publizist, Hörspielautor und Filmemacher.

## Leben
Geerken studierte Orientalistik, Philosophie, Germanistik und Vergleichende Religionswissenschaften in Tübingen und Istanbul, wo er auch eine Dissertation bei Hellmut Ritter begann. Danach gab er Deutschkurse für die ersten türkischen Arbeitsmigranten in Anatolien, die nach Deutschland gehen sollten. Als Mitarbeiter im Goethe-Institut war er von 1966 bis 1972 in Kairo, 1972 bis 1979 in Kabul und 1979 bis 1983 in Athen tätig, seitdem lebte er in Wartaweil am Ammersee.

## Leistungen
Geerken war als Organisator, Koordinator und Künstler aktiv. Als Perkussionist arbeitete er mit diversen Free-Jazz- und Avantgarde-Musikern (z. B. Sun Ra, John Tchicai, Sainkho Namtchylak, Salah Ragab, Rudi Theilmann und dem Art Ensemble of Chicago) zusammen. Als Dichter ist er Protagonist der Konkreten Poesie und organisierte Performances, so das Colloquium Neue Poesie in Bielefeld. Als Darsteller und Komponist war er in sechs Filmen von Herbert Achternbusch aktiv und trat als Schauspieler in zwei Theaterstücken Achternbuschs an den Münchner Kammerspielen auf. 1991/92 hatte er an der Folkwang Hochschule Essen den Lehrstuhl für Poetik (Interaktives Hörspiel) inne.
Geerken hatte sich außerdem um das Andenken des deutschen Literaten Anselm Ruest verdient gemacht. Als er auf den Spuren des Nachlasses von Victor Hadwiger ein nicht mehr bewohntes Haus in Südfrankreich untersuchte, fand er dort stattdessen Teile des Nachlasses von Anselm Ruest, der 1943 gestorben war. Ruest war, anfangs zusammen mit Mynona, Herausgeber der stirnerianischen Zeitschrift Der Einzige, die von 1919 bis 1925 in kleiner Auflage erschien. Dank des Nachlassfundes wurde es möglich, einen kompletten Satz der Zeitschrift zusammenzustellen und 1980 als Reprint herauszugeben. Den von Ruest 1919 begründeten „Stirnerbund“, der bis Mitte der 1920er Jahre bestand, versuchte Geerken mit dem „Internationalen Stirnerbund“ zu erneuern, als dessen Erster Vorsitzender er (nach Herbert Kapfer) 1994 wirkte. Weiterhin setzte er sich intensiv mit dem afroamerikanischen Künstler Sun Ra auseinander; das dabei entstandene umfangreiche Archiv ging im Juli 2021 ins Jazzinstitut Darmstadt.

## Auszeichnungen
- 1984: Münchner Literaturjahr
- 1986: Schubart-Literaturpreis
- 1988: Einladung zum Ingeborg Bachmann-Preis
- 1989: Karl-Sczuka-Preis für südwärts, südwärts
- 1994: Karl-Sczuka-Preis für hexenring

## Werke
- Buchveröffentlichungen u. a. "Murmel Gedichte" (1965), "Verschiebungen" (1972), "sprünge nach rosa hin" (1981), "poststempel jerusalem" (1993), "kant" (1998), "ogygia : vom ende des südens" (2004), "phos" (2005), "forschungen etc.'" (2006), "klafti" (2007), "kyrill" (2007), "soyd" (2008), "moos" (2008), "gavdos" (2009), "soi sans diss" (2011)
- Mitherausgeber der Reihe Frühe Texte der Moderne. Herausgeber der Werke von Salomo Friedlaender und diverser Texte von Expressionisten, Dadaisten und Anarchisten aus der ersten Hälfte des 20. Jahrhunderts und Biograph von Sun Ra.
- Kompositionen, Installationen, Schallplatten/CDs, Filme und Hörspiele.

Ein komplettes Verzeichnis seiner Werke ist über seine private Website (s. u.) einzusehen.

### Hörspiele
- 1989: südwärts südwärts – nach einer dokumentarischen niederschrift von anselm ruest. Zweiter Teil der Exiltrilogie Maßnahmen des Verschwindens. Hörspiel mit Peter Fricke. Realisation: Hartmut Geerken, Herbert Kapfer. BR 1989. Als Podcast/Download im BR‐Hörspiel Pool.[3]
- 1990: erwartet bobo sambo ein geräusch? erwartet er eine stimme? – Ein Hörspiel für und mit Robert Lax. Mit Robert Lax und Hartmut Geerken. Realisation: Hartmut Geerken. BR 1990. ls Podcast/Download im BR‐Hörspiel Pool.[4]
- 1991: stöße gürs. Dritter Teil der Exiltrilogie Maßnahmen des Verschwindens. Hörspiel mit Heinz-Ludwig Friedlaender (Zivilinternierter), Lorenz Meyboden (Zwischentexte). Realisation: Hartmut Geerken. BR 1991. Als Podcast/Download im BR‐Hörspiel Pool.[5]
- 1992: fast nächte – nach ungesichteten schriften aus dem nachlass von mynona. Erster Teil der Exiltrilogie Maßnahmen des Verschwindens. Hörspiel mit Max Mannheimer, Leo Bardischewski, Heinrich August Geerken, Heinz-Ludwig Friedlaender, Hertmut Geerken u. a. Realisation: Hartmut Geerken. BR 1992. Als Podcast/Download im BR‐Hörspiel Pool.[6]
- 1994: hexenring. Mit Hartmut Geerken, Famoudou Don Moye. Realisation: Hartmut Geerken. BR 1994. Als Podcast/Download im BR‐Hörspiel Pool.[7]
- 1995: nach else lasker-schülers tragödie ich&ich (fällt der vorhang in herzform). Hörspiel mit Irmgard Först, Alice Franz, Ruth Hellberg, Margarete Gräf, Grete Wurm, Realisation: Hartmut Geerken. BR 1995. Als Podcast/Download im BR‐Hörspiel Pool.[8]
- 1996: bunker. Von und mit Hartmut Geerken. BR Hörspiel und Medienkunst 1996. Als Podcast/Download im BR‐Hörspiel Pool.[9]
- 1998: bombus terrestris. Realisation: Hartmut Geerken. BR‐Hörspiel und Medienkunst 1998. Als Podcast/Download im BR‐Hörspiel Pool.[10]
- 2001: kalkfeld. Originalton, Stimme, Musik und Realisation: Hartmut Geerken. BR‐Hörspiel und Medienkunst 2001. Als Podcast/Download im BR‐Hörspiel Pool.[11]
- 2013: insulae (auch Regie) (Hörspiel – DLF)
- 2017: twenty days of optimism - ein akustisches itinerar (auch Regie) (Hörspiel – DLF)[12]

Über die Hörspielarbeit von Hartmut Geerken verfasste der Literaturwissenschaftler Klaus Ramm 1999 den Radioessay das beginnt irgendwo hat kein ziel verläuft sich zieht kreise will nirgendwo ankommen & endet an einem beliebigen punkt – Hartmut Geerkens Wege in die Radiokunst und sein Verschwinden darin. (Als Podcast/Download im BR‐Hörspiel Pool.)